# Добровольский, Василий Васильевич
Василий Васильевич Добровольский (1889—1968) — советский профсоюзный и хозяйственный деятель, член ВЦИК (1921—1928) и ЦИК СССР (1923—1928).

## Биография
Из крестьян.
Окончил двухлетнюю школу, после чего уехал в Киев. Работал учеником наборщика и наборщиком в типографии.
В 1908 вступил в Союз печатников, секретарь и член правления Союза (1908—1911). В 1910 г. входил в состав нелегального Киевского центрального бюро профсоюзов, принимал участие в работе общества «Знание».
С 1909 член Партии социалистов-революционеров. Скрываясь от полиции, работал в Одессе, Екатеринославе (1911—1913), затем снова в Киеве.
В 1915 уехал в Донбасс, работал на Шидловском руднике (станция Рузаевка), в 1916—1918 на Штеровском химическом и динамитном заводе.
Один из организаторов Союза химиков и стекольщиков, член его правления.
В 1918 г. вышел из Партии левых социалистов-революционеров интернационалистов (ПЛСРИ) и в январе 1920 г. вступил в РКП(б).
С 1920 председатель Южного бюро (Южбюро) ЦК Всероссийского Союза рабочих химической промышленности (СРХП), член Харьковского Совета рабочих и солдатских депутатов.
В 1921 г. на II Всероссийском съезде рабочих химической промышленности избран председателем ЦК Всероссийского СРХП, работал в этой должности до 1928 г.
Член ВЦИК (1921—1928) и ЦИК СССР (1923—1928), делегат XIII—XV съездов ВКП(б), принимал участие в IV и V Конгрессах Коминтерна, во II и III конгрессах Профинтерна, член Исполкома Профинтерна.
С конца 1928 г. работал в Высшем совете народного хозяйства (ВСНХ) СССР заместителем начальника Главрезины.
Окончил химический факультет Высших академических курсов промышленности.
В 1936—1938 начальник строительства и первый директор Днепропетровского азотно-тукового комбината (ДАТК).
В середине 1938 г. репрессирован, 11 месяцев находился в заключении.
Затем работал на заводе «Каучук», в НИИ шинной промышленности.
Во время Великой Отечественной войны — на Омском шинном заводе, организовал техникум химической промышленности и стал его директором.
В последующем — заместитель начальника Управления учебными заведениями Министерства резиновой промышленности СССР.
С 1948 г. в той же должности в Министерстве химической промышленности СССР.
С 1957 на пенсии.
В 1961 г. участник V Всемирного конгресса профсоюзов.
Умер в 1968 году.